# Burning Secret
Burning Secret is een Brits-Duitse dramafilm uit 1988. Geregisseerd en geschreven door Andrew Birkin en is gebaseerd op het korte verhaal Brennendes Geheimnis van de Oostenrijkse schrijver Stefan Zweig.

## Verhaal
In de jaren net na de Eerste Wereldoorlog is een Amerikaanse diplomaat gestationeerd in Wenen. Zijn vrouw en zoon (met astma) herstellen in een sanatorium in de bergen van Oostenrijk. Kort na aankomst daar, ontmoet de zoon (Edmund) een baron die verhalen vertelt over zijn heldendaden in de oorlog. Al snel ziet de jongen de baron als held en worden vrienden. Als de baron de moeder (Sonya) leert kennen, wordt het duidelijk dat de baron meer aandacht heeft voor de moeder dan voor Edmund. Sonya de vrouw van de diplomaat (die jarenlang in een huwelijk zonder passie leeft) ziet dat de baron hem fysieke en psychologische littekens heeft achtergelaten van de oorlog. Ze wil de baron helpen met zijn depressie, maar voelt meer dan alleen vriendschap bij hem. Sonya kan de gevoelens voor hem niet loslaten. Als dit uit loopt tot een affaire, leidt dat bij Edmund tot jaloezie en gevoelens van verraad. Van de paniek krijgt Edmund een astma-aanval.

## Rolverdeling
| Acteur                | Personage           | Opmerkingen |
| --------------------- | ------------------- | ----------- |
| David Eberts          | Edmund              |             |
| Faye Dunaway          | Sonya               |             |
| Klaus Maria Brandauer | Baron               |             |
| Ian Richardson        | Vader van Edmund    | Diplomaat   |
| John Nettleton        | Dokter Weiss        |             |
| Martin Obernigg       | Conciërge           |             |
| Václav Stekl          | Assistent conciërge |             |
| Vladimír Pospísil     | Hotel manager       |             |

## Achtergrond
De opnames vonden plaats in Tsjechië en Engeland. In september 1988 werd Andrew Birkin op het Filmfestival van Venetië genomineerd voor een Gouden Leeuw.

## Muziek
De soundtrack van de film werd gecomponeerd door Hans Zimmer en werd uitgebracht op het album "New Music In Films" door Milan Records. Op het album staan ook tracks van twee andere films van hem.
1. Burning Secret (23:59)
2. The Fruit Machine (20:08)
3. Diamond Skulls (4:22)